# Теорема Помпею
Теорема Помпе́ю — теорема в планіметрії, відкрита румунським математиком Дімітріе Помпею. 
Теорема стверджує, що:

| Для довільного рівностороннього трикутника {\displaystyle \ ABC} та довільної точки {\displaystyle \ P} в його площині відрізки {\displaystyle \ PA}, {\displaystyle \ PB} та {\displaystyle \ PC} є сторонами трикутника (можливо, виродженого). |

Помпею опублікував теорему в 1936 році; однак Август Фердинанд Мебіус уже опублікував більш загальну теорему про чотири точки на евклідовій площині в 1852 році. У цій статті Мебіус також вивів твердження теореми Помпею явно як окремий випадок його більш загальної теореми. З цієї причини ця теорема також відома як теорема Мебіуса—Помпею.

## Доведення
Розглянемо поворот на 60° навколо точки C. Припустимо, що A переходить у B, а P переходить у P '. Тоді маємо {\displaystyle \scriptstyle PC\ =\ P'C},  {\displaystyle \scriptstyle \angle PCP'\ =\ 60^{\circ }}. Звідси трикутник PCP ' рівносторонній, тому {\displaystyle \scriptstyle PP'\ =\ PC}. З рівності трикутників очевидно, що {\displaystyle \scriptstyle PA\ =\ P'B}.  Тому трикутник PBP ' має сторони, рівні PA, PB, PC, що й завершує доведення теореми.
Додатково, якщо P розташована на описаному колі трикутника, то PA, PB і PC утворюють вироджений трикутник.
Також теорема є прямим наслідком нерівності Птолемея.

## Виноски
1. 1 2  Jozsef Sandor: On the Geometry of Equilateral Triangles. Forum Geometricorum, Volume 5 (2005), pp. 107–117
2. ↑  Titu Andreescu, Razvan Gelca: Mathematical Olympiad Challenges. Springer, 2008, ISBN 9780817646110, pp. 4-5
3. ↑  D. MITRINOVIĆ, J. PEČARIĆ, J., V. VOLENEC:  History, Variations and Generalizations of the Möbius-Neuberg theorem and the Möbius-Ponpeiu. Bulletin Mathématique De La Société Des Sciences Mathématiques De La République Socialiste De Roumanie, 31 (79), no. 1, 1987, pp. 25–38 (JSTOR)